# Brachycentrus lateralis
Brachycentrus lateralis är en nattsländeart som först beskrevs av Thomas Say 1823.  Brachycentrus lateralis ingår i släktet Brachycentrus och familjen bäcknattsländor. Inga underarter finns listade i Catalogue of Life.